# Карл фон Мансфелд
Карл фон Мансфелд (на немски: Karl (II) von Mansfeld; *1543, Люксембург; † 24 август 1595, Комаром, Унгария) е граф, от 1594 г. княз на Мансфелд-Фридебург, императорски командир в Унгария.

## Биография
Той е вторият син на граф и княз фелдмаршал Петер Ернст I фон Мансфелд (1517 – 1604) и първата му съпруга Маргарета фон Бредероде († 1554). По-малкият му полубрат Петер Ернст II (1580 – 1626) е генерал и военачалник.
Карл служи на испанска, френска и императорска служба, накрая е главен командир на императорските войски в Унгария по време на Дългата турска война.
Умира от дизентерия на 24 август 1595 г. в Коморн в Унгария и е погребан във фамилната гробница в Люксембург.

## Фамилия
Първи брак: с Диана де Косé. Той я убива заедно с любовника ѝ граф де Море.
Втори брак: през 1591 г. с Мария Кристина фон Егмонд (* 1554; † 1622, Брюксел), дъщеря на Ламорал Егмонт (1522 – 1568) и пфалцграфиня Сабина фон Пфалц-Зимерн (1528 – 1578).
Двата му брака са бездетни.